# Plug Walk
«Plug Walk» — хип-хоп песня американского рэпера Rich the Kid, выпущенная в качестве второго сингла с его дебютного альбома The World Is Yours. Премьера песни, спродюсированной The Lab Cook, состоялась в радиопрограмме Зейна Лоу «Beats 1» 9 февраля 2018 года. Песня остается самой высокооплачиваемой песней Кида на сегодняшний день, достигнув 13-го места в Billboard Hot 100.
Музыкальное видео на песню, снятое режиссёром DAPS, было выпущено 4 марта 2018 года. Видео отдает дань уважения телевизионному шоу «Во все тяжкие» и показывает, как Рич Кид готовит химикаты в фургоне на колесах с инопланетянином, также известным как Лил Майо, посреди пустыни. С момента своего выхода музыкальное видео набрало более 280 миллионов просмотров на YouTube по состоянию на апрель 2020 года.

## Ремиксы
3 апреля 2018 года рэперами Jadakiss и Nino Man был выпущен неофициальный ремикс. Другой неофициальный ремикс был выпущен рэпером 6ix9ine под названием «Blood Walk».За четыре недели до выхода ремикса Рич разместил в своем аккаунте в Instagram фотографию, дразнящую обложку альбома official remix. Официальный ремикс с участием рэперов Gucci Mane, YG и 2 Chainz был выпущен 20 июня 2018 года. Немецкий рэпер Ufo361 также участвовал в ремиксе песни.

## Сертификации
| Регион                                                                      | Сертификация  | Продажи   |
| --------------------------------------------------------------------------- | ------------- | --------- |
| Австралия (ARIA)                                                            | Золотой       | 35 000    |
| Канада (Music Canada)                                                       | 2× Платиновый | 160 000   |
| Дания (IFPI Danmark)                                                        | Золотой       | 45 000    |
| Франция (SNEP)                                                              | Золотой       | 100 000   |
| Германия (BVMI)                                                             | Золотой       | 200 000   |
| Италия (FIMI)                                                               | Золотой       | 25 000    |
| Новая Зеландия (RMNZ)                                                       | Золотой       | 15 000    |
| Польша (ZPAV)                                                               | Золотой       | 25 000    |
| Великобритания (BPI)                                                        | Золотой       | 400 000   |
| США (RIAA)                                                                  | 3× Платиновый | 3 000 000 |
| Данные о продажах + прослушиваниях приведены только на основе сертификации. |               |           |

## История релизов
| Регион | Дата           | Этикетка                        |
| ------ | -------------- | ------------------------------- |
| Другие | 9 февраля 2018 | Interscope                      |
| США    | 10 апреля 2018 | - Богатый навсегда - Interscope |